# کلرواتان
کلرواتان (به انگلیسی: Chloroethane) با فرمول شیمیایی C۲H۵Cl یک ترکیب شیمیایی با شناسه پاب‌کم ۶۳۳۷ است. که جرم مولی آن ۶۴٫۵۱ g/mol می‌باشد. شکل ظاهری این ترکیب، گاز بی‌رنگ است. این گاز، اغلب به عنوان افشانه بی‌حس‌کننده موضعی به کار برده می‌شود.